# Haplodontium diplodontum
Haplodontium diplodontum är en bladmossart som beskrevs av Georg Friedrich von Jaeger 1875. Haplodontium diplodontum ingår i släktet Haplodontium och familjen Bryaceae. Inga underarter finns listade i Catalogue of Life.